# フィンランドの風力発電
フィンランドの風力発電ではフィンランドにおける風力発電の現況について説明する。2011年の末時点でフィンランドにおける風力発電の容量は197MWであり、風力発電のシェアは電気消費の0.5％となっている。
フィンランドの地形条件は風力発電に向いていないとされ、再生可能エネルギーでは林業廃棄物やバイオマスによるエネルギーが多く利用されている。

## 概要
| 1990 | 0   | 0   |
| 1991 | 1   | 1   |
| 1992 | 1   | 2   |
| 1993 | 5   | 4   |
| 1994 | 5   | 5   |
| 1995 | 6   | 11  |
| 1996 | 7   | 11  |
| 1997 | 12  | 17  |
| 1998 | 17  | 24  |
| 1999 | 38  | 49  |
| 2000 | 38  | 77  |
| 2001 | 39  | 70  |
| 2002 | 43  | 63  |
| 2003 | 52  | 92  |
| 2004 | 82  | 120 |
| 2005 | 82  | 168 |
| 2006 | 86  | 153 |
| 2007 | 109 | 188 |
| 2008 | 142 | 261 |
| 2009 | 147 | 277 |
| 2010 | 197 | 292 |
| 2011 | 199 | 481 |
| 2012 | 288 | 492 |

フィンランドは2008年12月時点で118基の風力発電機で143MWの容量を確保していた。風力発電はフィンランド国民に最も人気の高い電力源であり、2007年9月時点で90%のフィンランド人が風力発電への更なる投資を望んでいる。2005年4月の同様の調査でも88%であった。Suomen Hyötytuuli Oyによる2000年時点の調査によればポリ周辺では97%の人々が風力発電に賛成している。
フィンランドは固定価格買取制度を導入しておらず、固定保険料、グリーン証書システムや入札手続きなども行っていない。2006年時点で欧州諸国では、フィンランド、マルタ、スロベニアの三ヶ国のみが風力発電やその他再生可能エネルギーの促進に税制的な優遇のみを利用しており、その後2007年にはスロベニアが抜けてフィンランドとマルタのみになった。
中央党のキンモ・ティーリカイネンは、同じく中央党出身で終身環境大臣のパウラ・レヘトマキが休暇の間の2007年10月1日から2008年3月31日までフィンランドの環境大臣を務めた。彼は2006年9月の大臣就任予選で、2020年にフィンランドの風力発電容量を3000MWにするために、1年で風力発電への固定価格買取制度導入に言及していた。なお、フィンランドは2006年時点で9万GWhの電力を消費している。
2012年11月30日に最初の冬の嵐の際、風力発電機は記録的な発電量となり、小規模風力発電機所有者たちは喜んだ。しかしながら小規模風力発電機による電力はフィンランドの電力系統であるフィングリッドに購入されなかったため、多くの人々がその恩恵を受けることができなかった。

## その他
サボニウス型風力原動機はフィンランド人のシグルド・サボニウスが開発したものである。

## 画像

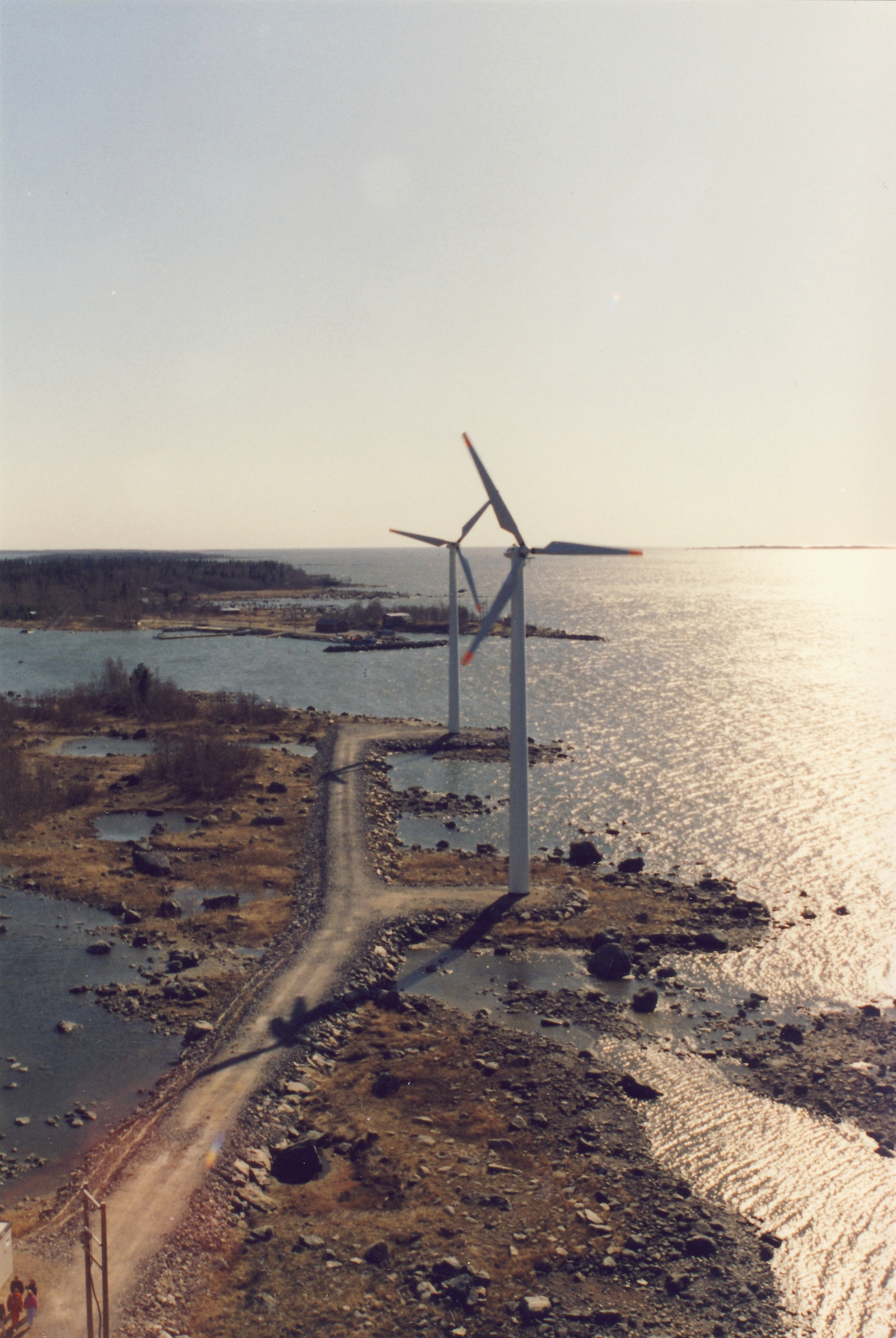
フィンランドの風力発電機
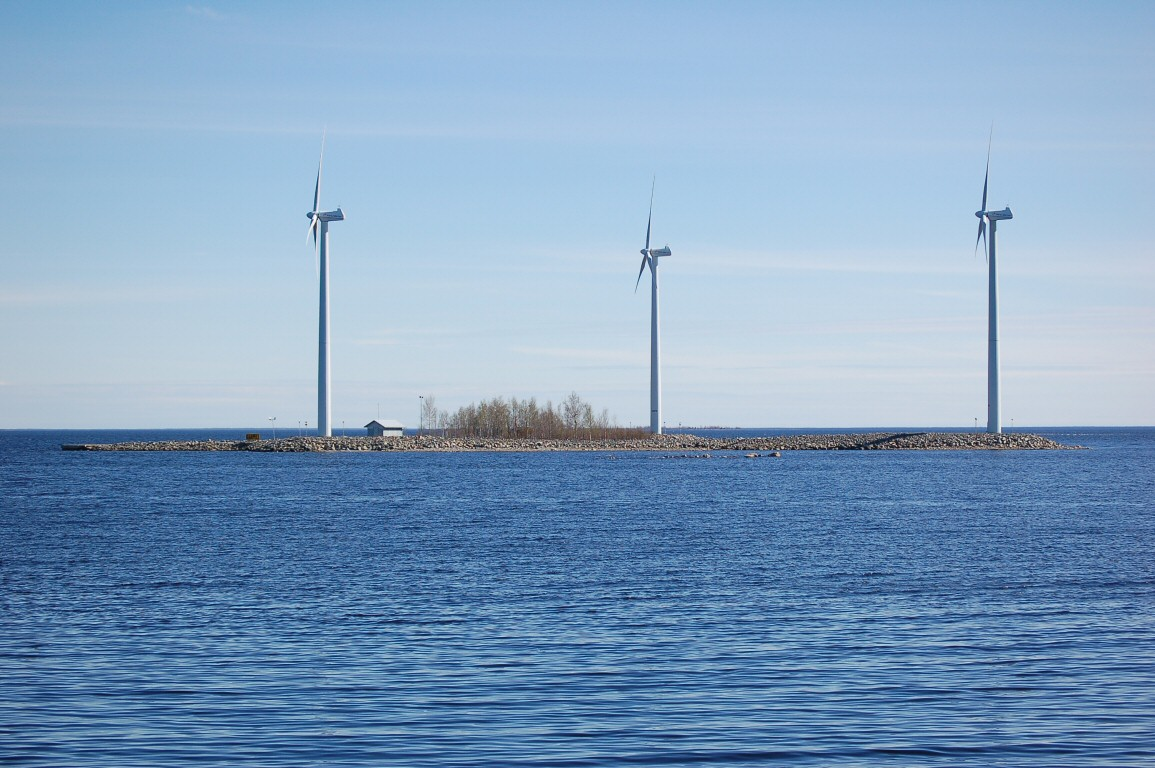
イーの風力発電装置

## 註
1. ↑  Wind in power 2011 European statistics EWEA February 2012, pages 4 and 11
2. ↑  “フィンランドのエネルギー政策における原子力の役割”.   フィンランド大使館 (2009年4月22日). 2014年4月22日閲覧。
3. ↑  VTT (2010)
4. ↑  Wind Energy Statistics in Finland VTT Technical Research Centre of Finland
5. ↑  Valtaosa suomalaisista kannattaa tuulivoiman lisäämistä, Helsingin Sanomat, 3.10.2007 A4
6. ↑  Suomen Hyötytuuli Oy, Porin Tahkoluodon ympäristövaikutusten selostus Pöyry December 2006
7. ↑  Global Wind 2006 Report Global Wind Energy Council GWEG page 16
8. ↑  Evaluation of different feed-intariff design options - Best practice paper for the International Feed-in Cooperation Fraunhofer Institute, Germany (2006) pages 8 and 14
9. ↑  Supplies and Total Consumption of Electricity, GWh Finnish Energy Industries, Adato Energia Oy
10. ↑  Tuulivoimalan omistaja iloitsee talvimyrskystä